# Криничне (Покровський район)
Криничне — селище Очеретинської селищної громади Покровського району Донецької області, в Україні. Населення становить 617 осіб.

## Географія
Село розташоване на ставках річки Дурна (притока р. Вовча, басейн Дніпра), що на західних схилах Донецької височини, із висотою 180-190 м н.р.м.
Найближче місто — Авдіївка.
Землі селища межують із західними околицями м. Авдіївка, а саме з Авдіївським коксохімом.

## Історія
До 1975 року на місці селища були великі фруктові сади та всього кілька дворів. На заселення села значного впливу заподіяла наявність Авдіївського коксохіму, збудованого на межі 1950–60-х років. Наприкінці 70-х землі Ласточкиного увійшли до складу радгоспу Спартак (Спартаківська сільська рада, с. Спартак), де Ласточкине стало 4 відділенням. Тоді розпочалось будівництво перших двох вулиць - Радянської та Степової. Потім з'явилися вулиці Садова, Молодіжна, Миру, Дружби, Центральна та Новоселів. Вулиці побудовані на берегах ставків (що на річці Дурна), які назвали Першим, Другим, Третім, Четвертим. А далі вода текла через дамбу в став, що мав назву Дергачьовський, за іменем діда Дергача, котрий жив на його березі. Навпроти Дергачьовського ставка розташована Орлівська середня загальноосвітня школа (с. Орлівка), куди возили дітей із Ласточкиного.
В селищі існували клуб, бібліотека, дитячий садок, магазин та їдальня. 
Селище сильно постраждало від обстрілів, які ведуть окупаційні російські сили у ході повномасштабного вторгнення в Україну. Особливо ситуація загострилася у жовтні 2023 року.
У лютому 2024 року селище опинилося під окупацією російських військ.
26 лютого 2024 речник ОСУВ Таврія Дмитро Лиховій підтвердив, що ЗСУ залишили населений пункт.
10 квітня 2024 року Комітет Верховної Ради України з питань організації державної влади, місцевого самоврядування, регіонального розвитку та містобудування підтримав перейменування селища на Криничне.

## Транспорт
Відстань до м. Ясинувата становить близько 16 км і проходить автошляхами місцевого значення:
- С051816 від /О0542 Ясинувата — Желанне — Ласточкине (1,2 км);
- О0542 Ясинувата — Желанне.

## Населення
За даними перепису 2001 року населення селища становило 617 осіб, із них 45,87 % зазначили рідною мову українську, 51,54 % — ⁣російську, 0,16 % — ⁣білоруську, молдовську та вірменську мови.